# Jet Lag
Jet Lag is de eerste officiële single van Simple Plans vierde studioalbum Get Your Heart On!. De single werd uitgebracht op 25 april 2011 op de officiële website van de band. De single werd in twee versies uitgebracht: een met de Britse zangeres Natasha Bedingfield en een met de Frans-Canadese zangeres Marie-Mai.
De single werd aangekondigd door leadzanger Pierre Bouvier en gitarist Sébastien Lefebvre in een videobericht op 20 april 2011 en werd beschreven als de eerste officiële single van het nieuwe album.

## Videoclip
De videoclip voor Jet Lag werd uitgebracht op 4 mei 2011, met daarin Natasha Bedingfield in een hotelkamer en de band op een vliegveld in Toronto. De band speelt op het vliegveld terwijl Pierre zich klaarmaakt voor een vlucht naar zijn vriendin, gespeeld wordt door Bedingfield.
Exact dezelfde clip werd gemaakt door Marie-Mai, ditmaal in het Frans. Bedingfield en Marie-Mai maken bijna exact dezelfde bewegingen in de clips.

## Hitnotering

### Nederlandse Top 40
| Hitnotering: 11-06-2011 t/m 20-08-2011 | Hitnotering: 11-06-2011 t/m 20-08-2011 | Hitnotering: 11-06-2011 t/m 20-08-2011 | Hitnotering: 11-06-2011 t/m 20-08-2011 | Hitnotering: 11-06-2011 t/m 20-08-2011 | Hitnotering: 11-06-2011 t/m 20-08-2011 | Hitnotering: 11-06-2011 t/m 20-08-2011 | Hitnotering: 11-06-2011 t/m 20-08-2011 | Hitnotering: 11-06-2011 t/m 20-08-2011 | Hitnotering: 11-06-2011 t/m 20-08-2011 | Hitnotering: 11-06-2011 t/m 20-08-2011 | Hitnotering: 11-06-2011 t/m 20-08-2011 | Hitnotering: 11-06-2011 t/m 20-08-2011 |
| Week:                                  | 1                                      | 2                                      | 3                                      | 4                                      | 5                                      | 6                                      | 7                                      | 8                                      | 9                                      | 10                                     | 11                                     |                                        |
| -------------------------------------- | -------------------------------------- | -------------------------------------- | -------------------------------------- | -------------------------------------- | -------------------------------------- | -------------------------------------- | -------------------------------------- | -------------------------------------- | -------------------------------------- | -------------------------------------- | -------------------------------------- | -------------------------------------- |
| Positie:                               | 38                                     | 31                                     | 22                                     | 19                                     | 24                                     | 23                                     | 23                                     | 25                                     | 35                                     | 36                                     | 40                                     | uit                                    |

### NederlandseSingle Top 100
| Hitnotering (Week 1): 14-05-2011 Hitnotering (Week 2 t/m 9): 04-06-2011 t/m 23-07-2011 | Hitnotering (Week 1): 14-05-2011 Hitnotering (Week 2 t/m 9): 04-06-2011 t/m 23-07-2011 | Hitnotering (Week 1): 14-05-2011 Hitnotering (Week 2 t/m 9): 04-06-2011 t/m 23-07-2011 | Hitnotering (Week 1): 14-05-2011 Hitnotering (Week 2 t/m 9): 04-06-2011 t/m 23-07-2011 | Hitnotering (Week 1): 14-05-2011 Hitnotering (Week 2 t/m 9): 04-06-2011 t/m 23-07-2011 | Hitnotering (Week 1): 14-05-2011 Hitnotering (Week 2 t/m 9): 04-06-2011 t/m 23-07-2011 | Hitnotering (Week 1): 14-05-2011 Hitnotering (Week 2 t/m 9): 04-06-2011 t/m 23-07-2011 | Hitnotering (Week 1): 14-05-2011 Hitnotering (Week 2 t/m 9): 04-06-2011 t/m 23-07-2011 | Hitnotering (Week 1): 14-05-2011 Hitnotering (Week 2 t/m 9): 04-06-2011 t/m 23-07-2011 | Hitnotering (Week 1): 14-05-2011 Hitnotering (Week 2 t/m 9): 04-06-2011 t/m 23-07-2011 | Hitnotering (Week 1): 14-05-2011 Hitnotering (Week 2 t/m 9): 04-06-2011 t/m 23-07-2011 | Hitnotering (Week 1): 14-05-2011 Hitnotering (Week 2 t/m 9): 04-06-2011 t/m 23-07-2011 |
| Week:                                                                                  | 1                                                                                      |                                                                                        | 2                                                                                      | 3                                                                                      | 4                                                                                      | 5                                                                                      | 6                                                                                      | 7                                                                                      | 8                                                                                      | 9                                                                                      |                                                                                        |
| -------------------------------------------------------------------------------------- | -------------------------------------------------------------------------------------- | -------------------------------------------------------------------------------------- | -------------------------------------------------------------------------------------- | -------------------------------------------------------------------------------------- | -------------------------------------------------------------------------------------- | -------------------------------------------------------------------------------------- | -------------------------------------------------------------------------------------- | -------------------------------------------------------------------------------------- | -------------------------------------------------------------------------------------- | -------------------------------------------------------------------------------------- | -------------------------------------------------------------------------------------- |
| Positie:                                                                               | 86                                                                                     | uit                                                                                    | 87                                                                                     | 97                                                                                     | 86                                                                                     | 83                                                                                     | 81                                                                                     | 85                                                                                     | 95                                                                                     | 96                                                                                     | uit                                                                                    |